# Залізничний театр
Залізничний театр — драматичний театр при Південно-Західної залізниці, що діяв у 1918—1919 роках.

## Загальні відомості
Восени 1918 року було засновано російський театральний колектив - Залізничний театр, який організував і очолив С. Кабузан, в минулому статист театру "Соловцов", що навчався у Музично-драматичній студії імені Миколи Лисенка. 
Вистави проходили в різних приміщеннях - Лук'янівському народному будинку, театрі "Жарт" на вулиці Львівській (нині Січових Стрільців), а потім - у колишньої дешевої робітничої їдальні в Залізничній колонії. 
Театральний колектив розпався на початку 1919 року. 

## Репертуар
- Ревізор М. Гоголя
- «Мадам Сен-Жен» В. Сарду
- «Тітонька Черлея» Брендона Томаса
- «Без вини винуваті» О. Островського
- «На дні» за М. Горького
- «Чорні ворони» Віктора Протопопова